# Gervaise (film)
Gervaise (titlul original: Gervaise) este un film dramatic francez, realizat în 1956 de regizorul René Clément, după romanul omonim a scriitorului Émile Zola, protagoniști fiind actorii Maria Schell, François Périer, Jany Holt . 

## Distribuție
- Maria Schell – Gervaise Macquart, spălătoreasă
- François Périer – Coupeau, lucrător de acoperișuri , soțul lui Gervaise
- Suzy Delair – Virginie Poisson, o rivală a lui Gervaise
- Armand Mestral - Lantier, amantul lui Gervaise (fost pălărier)
- Jany Holt - d-na Lorilleux
- Mathilde Casadesus - d-na Boche, portăreasă
- Florelle - mama Coupeau
- Micheline Luccioni - Clémence
- Lucien Hubert - dl. Poisson
- Jacques Harden - Goujet, fierarul amorezat de Gervaise
- Jacques Hilling - dl. Boche, portar
- Hélène Tossy - d-na Bijard
- Amédée - Mes Bottes
- Hubert de Lapparent - dl. Lorilleux
- Rachel Devirys - d-na Fauconnier
- Jacqueline Morane - d-na Gaudron
- Yvonne Claudie - d-na Putois
- Georges Paulais - tata Bru
- Gérard Darrieu - Charles, muncitor la spălătorie
- Pierre Duverger - dl. Gaudron
- Marcelle Féry - patronul spălătoriei
- Denise Péronne - o spălătoare
- Simone Duhart - vânzătoare de pești
- André Wasley - tata Colombe
- Ariane Lancell - Adèle
- Aram Stéphan - soțul ei
- Georges Peignot - dl. Madinier
- Max Elbèze - Zidore
- Jean Relet - sergentul de stradă
- Roger Dalphin - un muncitor
- Armand Lurville - președintele tribunalului
- Jean Gautrat - Bec Salé
- Christian Denhez - Étienne la 8 ani
- Christian Férez - Étienne la 13 ani
- Patrice Catineaud - Claude la 6 ani
- Chantal Gozzi - Nana la 5 ani
- Michèle Caillaud - Lalie
- Gilbert Sanjakian - fiica Boche la 6 ani
- Yvette Cuvelier - Augustine la 13 ani
- Paul Préboist - un spectator la cabaret
- Jacques Bertrand - maistru la uzină
- Marie France Brette - fiica Boche